# Łowkowice Wąskotorowe
Łowkowice Wąskotorowe – dawny przystanek wąskotorowy w Łówkowicach w gminie Bądkowo w województwie kujawsko-pomorskim.